# 2月1日 (旧暦)
旧暦2月1日（きゅうれきにがつついたち）は、旧暦2月の1日目である。六曜は友引である。

## できごと
- 履中天皇元年（ユリウス暦400年3月12日） - 第17代・履中天皇が即位[要出典]
- 大宝2年（ユリウス暦702年3月3日） - 前年に制定された大宝律令を諸国に頒布
- 貞享元年（グレゴリオ暦1684年3月16日） - 浄瑠璃の竹本義太夫らが大坂・道頓堀に竹本座を開設
- 明治5年（グレゴリオ暦1872年3月9日） - 日本初の近代的な戸籍・壬申戸籍が完成

## 誕生日
- 文政10年（グレゴリオ暦1827年2月26日） - 五姓田芳柳、洋画家 （+ 1892年）
- 天保8年（グレゴリオ暦1837年3月7日） - 児島惟謙、大審院院長・大津事件の裁判官 （+ 1908年）

## 忌日
- 慶長7年（グレゴリオ暦1602年3月24日） - 井伊直政、武将・徳川四天王の一人 （* 1561年）

## 記念日・年中行事
- 二月礼者

正月に年始回りをできなかった人が、2月1日に回礼にまわる風習
- 重ね正月・一夜正月

厄年の人に仮にひとつ歳をとらせ、早く厄年をやり過ごそうとする風習